# Yurguin Román
Yurguin Alberto Román Alfaro (Grecia, 19 de enero de 1997) es un futbolista costarricense que se desempeña como lateral izquierdo en el C.S. Herediano de la Primera División de Costa Rica.

## Trayectoria

### L.D. Alajuelense
Siendo originario del cantón de Grecia en Alajuela, llegó a destacar en los equipos sub-20 y alto rendimiento de Liga Deportiva Alajuelense, en las cuales tuvo participación que lo hicieron ser parte de la nomina de reservas para el año de 2015.
Después de la liga pasar un proceso de renovación, ante algunos fracasos para encontrar el título en 2016, el jugador fue puesto a prueba llevándolo a préstamos con Municipal Santa Ana para medir su proyección, luego pasaría a prueba en el Club Sport Once de Abril que es un equipo filial de Liga Deportiva Alajuelense.
A partir del Apertura 2019, la dirigencia rojinegra decidió llevarlo a préstamo al U Universitarios Fútbol Club  que también estaba disputando en primera división, para medir si se lograba adaptar al fútbol de máxima categoría de Costa Rica, donde logró acoplarse, mostró capacidad para poder entrar en las filas de Alajuelense.
Lograría en el año 2020, entrar en buen ritmo logrando primero esporadicamente ser titular para luego ser uno de los principales defensas del equipo rojinegro, hasta ser llamado para la selección para enferentar Catar el 13 de noviembre de 2020, aunque solo fue suplente.

## Clubes
| Club                           | País       | Año               |
| ------------------------------ | ---------- | ----------------- |
| L. D. Alajuelense              | Costa Rica | 2016 - 2017       |
| Municipal Santa Ana (préstamo) | Costa Rica | 2017              |
| L. D. Alajuelense              | Costa Rica | 2018 - 2019       |
| Alajuelense U-20               | Costa Rica | 2019              |
| A. D. Rosario (préstamo)       | Costa Rica | 2019              |
| La U Universitarios (préstamo) | Costa Rica | 2020              |
| L. D. Alajuelense              | Costa Rica | 2020 - 2022       |
| A.D San Carlos                 | Costa Rica | 2022 - 2024       |
| C.S Herediano                  | Costa Rica | 2025 - Actualidad |

## Palmarés

### Campeonatos nacionales
| Título                         | Club                 | País       | Año  |
| ------------------------------ | -------------------- | ---------- | ---- |
| Primera División de Costa Rica | L. D. Alajuelense    | Costa Rica | 2020 |
| Primera División de Costa Rica | Club Sport Herediano | Costa Rica | 2025 |

### Campeonatos internacionales
| Título        | Club                       | Lugar      | Año  |
| ------------- | -------------------------- | ---------- | ---- |
| Liga Concacaf | Liga Deportiva Alajuelense | Costa Rica | 2020 |